# 1279 (szám)
Az 1279 (római számmal:  MCCLXXIX) az 1278 és 1280 között található természetes szám.

## A szám a matematikában
A tízes számrendszerbeli 1279-es a kettes számrendszerben 10011111111, a nyolcas számrendszerben 2377, a tizenhatos számrendszerben 4FF alakban írható fel.
Az 1279 páratlan szám, prímszám. Kanonikus alakja 12791, normálalakban az 1,279 · 103 szorzattal írható fel. Két osztója van a természetes számok halmazán, ezek növekvő sorrendben: 1 és 1279.
Az 1279 negyvenhárom szám valódiosztó-összegeként áll elő, ezek közül legkisebb a 3905.

## Csillagászat
- 1279 Uganda kisbolygó